# Meranoplus sthenus
Meranoplus sthenus é uma espécie de formiga do gênero Meranoplus, pertencente à subfamília Myrmicinae.